# Hypamblys albopictus
Hypamblys albopictus là một loài tò vò trong họ Ichneumonidae.